# Старокармыжское (сельское поселение)
Старокармыжское — упразднённое муниципальное образование со статусом сельского поселения в составе Кизнерского района Удмуртии.
Административный центр — деревня Старый Кармыж.
Образовано в 2004 году в результате реформы местного самоуправления, предшественники — Старокармыжский и Васильевский сельсоветы.
25 июня 2021 года упразднено в связи с преобразованием муниципального района в муниципальный округ.

## Географические данные
Находится на востоке района, граничит:
- на северо-востоке с Можгинским районом
- на юго-востоке с Граховским районом
- на западе с Бемыжским и Верхнебемыжским сельскими поселениями

По территории поселения протекают реки: Умяк, Ишек, Какошки и Арвазь. Площадь поселения — 7 653 га.

## История
В 1924 году в составе Троцкой волости Можгинского уезда был образован Васильевский сельсовет, но уже в следующем 1925 году из его состава выделен Старокармыжский сельсовет. 15 июля 1929 года образован Граховский район и оба сельсовета вошли в состав нового района, в 1935 году Граховский район разукрупнён и в западной его части образован Бемыжский район. В 1954 году в Удмуртской АССР проводится укрупнение сельсоветов, в состав Васильевского сельсовета включены населённые пункты упразднённых Верхнебемыжского и Каменногорского сельсоветов, а селения упразднённого Старокармыжского сельсовета в состав Бемыжского сельсовета. Вслед за укрупнением сельсоветов проводится укрупнение районов, и в 1956 году Бемыжский район разделён между Граховским, Кизнерским и Можгинским районами. С 1956 по 1984 годы количество селений Васильевского сельсовета постепенно сокращается, в результате образования новых сельсоветов. В 1991 году Старокармыжский сельсовет восстановлен, позднее в его состав вошли населённые пункты упразднённого Васильевского сельсовета.

## Население
| 2010 | 2012 | 2013 | 2014 | 2015 | 2016 | 2017 |
| ---- | ---- | ---- | ---- | ---- | ---- | ---- |
| 597  | ↘556 | ↘541 | ↘519 | ↘509 | ↘495 | ↘475 |
| 2018 | 2019 | 2020 |      |      |      |      |
| ↘474 | ↘465 | ↘442 |      |      |      |      |

## Населенные пункты
| Название       | Тип населённого пункта          | Население                   | Почтовый индекс             | ОКАТО                       |
| -------------- | ------------------------------- | --------------------------- | --------------------------- | --------------------------- |
| Старый Кармыж  | деревня, административный центр | 192                         | 427703                      | 94 226 864 001              |
| Аравазь-Пельга | деревня                         | 202                         | 427703                      | 94 226 864 002              |
| Макан-Пельга   | деревня                         | 126                         | 427703                      | 94 226 864 004              |
| Поляково       | деревня                         | 56                          | 427703                      | 94 226 864 003              |
| Васильево      | село                            | 65                          | 427710                      | 94 226 864 000              |
| Айшур          | деревня                         | 19                          | 427710                      | 94 226 820 013              |
| Никольский     | нежилой починок с 1979 года     | нежилой починок с 1979 года | нежилой починок с 1979 года | нежилой починок с 1979 года |
| Кушва          | нежилая деревня с 1984 года     | нежилая деревня с 1984 года | нежилая деревня с 1984 года | нежилая деревня с 1984 года |
| Барзымово      | нежилая деревня                 | нежилая деревня             | нежилая деревня             | нежилая деревня             |
| Малиниха       | нежилая деревня                 | нежилая деревня             | нежилая деревня             | нежилая деревня             |